# Arenaria bulica
Arenaria bulica är en nejlikväxtart som beskrevs av Otto Stapf och Williams. Arenaria bulica ingår i släktet narvar, och familjen nejlikväxter. Inga underarter finns listade i Catalogue of Life.